# Товариство Дев'яти
Товариство Дев'яти (швед. Samfundet De Nio) — шведське літературне об'єднання, засноване 14 лютого 1913 року в Стокгольмі згідно з заповітом Лоттен фон Кремер від 2 липня 1910 року.
Метою товариства є просування літератури та підняття питань миру й прав жінок. Члени товариства обираються довічно, на відміну від Шведської академії, де вони можуть піти у відставку. Після смерті когось з «дев'ятки» на його місце обирається новий член. Чотири місця у складі зарезервовані для жінок, а чотири для чоловіків. Головою «Товариства Дев'яти» з 1988 року є Інге Юнссон. Ця посада також має свою систему чергування за гендерним принципом — жінки та чоловіки обіймають її почергово.
Протягом існування товариства його членами були такі відомі особистості, як Астрід Ліндґрен, Елін Вегнер, Яльмар Ґулльберг, Андерс Ульссон, Гуннель Валльквіст, Карін Боє, Сара Лідман, Кнут Анлунд та інші.

## Нагороди товариства
Товариство опікується врученням цілої низки шведських літературних нагород, серед яких:
- Головна премія Дев'яти (швед. De Nios Stora Pris)
- Премія Лоттен фон Кремер (швед. Lotten von Kræmers pris)
- Премія Стіна Аронсона (швед. Stina Aronsons pris)
- Премія Юна Ландквіста (швед. John Landquists pris)
- Премія Карла Веннберга (швед. Karl Vennbergs pris)
- Зимова премія Дев'яти (швед. De Nios Vinterpris)
- Премія Андерса та Вероніки Еманс (швед. Anders och Veronica Öhmans pris)
- Премія Астрід Ліндґрен від Товариства Дев'яти (швед. Samfundet De Nios Astrid Lindgren-pris)
- Поетична премія Дев'яти (швед. De Nios lyrikpris)
- Спеціальна премія Товариства Дев'яти (швед. Samfundet De Nios Särskilda pris)
- Перекладацька премія Дев'яти (швед. De Nios översättarpris)

## Перші члени товариства
- Член товариства № 1 — Віктор Альмквіст
- Член товариства № 2 — Сельма Лагерлеф
- Член товариства № 3 — Карл Волін
- Член товариства № 4 — Еллен Кей
- Член товариства № 5 — Ерік Геден
- Член товариства № 6 — Керстін Горд
- Член товариства № 7 — Йоран Бйоркман
- Член товариства № 8 — Анна Марія Росс
- Член товариства № 9 — Юн Ландквіст

## Нинішній склад товариства
- Член товариства № 1 — Інге Юнссон
- Член товариства № 2 — Ніна Буртон
- Член товариства № 3 — Андерс Р. Еман
- Член товариства № 4 — Керстін Екман
- Член товариства № 5 — Гуннар Гардінг
- Член товариства № 6 — Агнета Плейєль
- Член товариства № 7 — Ніклас Родстрем
- Член товариства № 8 — Мадлен Густафссон
- Член товариства № 9 — Юган Свед'єдаль